# Older / I Can't Make You Love Me
«Older» (en español: «Más Viejo») es una canción compuesta e interpretada porGeorge Michael y fue publicada por Virgin Records en 1997.
La canción fue el cuarto sencillo publicado del álbum Older, es la que le da nombre al álbum, y alcanzó la posición número 3 en el Reino Unido.

## Sencillo
CD-sencillo Virgin 7243 8 94038 2 4 (EMI)	1997
1. 	«Older» 5:35
2. 	«I Can't Make You Love Me»	5:21

## Posicionamiento
| Listas (1997)  | Posición |
| -------------- | -------- |
| Países Bajos   | 7        |
| Reino Unido    | 3        |
| Suecia         | 20       |
| Estados Unidos | 11       |
| Francia        | 6        |
| Canadá         | 3        |
| España         | 5        |
| Italia         | 12       |